# نبردناو کلاس دویچلند
بتل‌شیپ کلاس دتسچلند (به انگلیسی: Deutschland-class battleship) یک کلاس از کشتی است که طول آن ۱۲۷٫۶ متر (۴۱۹ فوت) می‌باشد.